# Gaston Carrère
Pour les articles homonymes, voir Carrère.
Gaston Carrère est un ingénieur agricole et homme politique français, né le 27 juillet 1877 à Casseneuil (Lot-et-Garonne) et décédé le 31 juillet 1936 à Casseneuil

## Mandats
- Ancien sénateur, ancien conseiller général du Lot-et-Garonne. Élu le 11 janvier 1920 au Sénat et réélu le 6 janvier 1924, puis le 10 janvier 1933 jusqu’au 1er août 1936 (décès) ;
- Ancien maire de Sainte-Livrade-sur-Lot, de 1919 à sa mort en 1936.

Un collège et une maison de retraite portent son nom (collège Gaston-Carrère et maison de retraite Gaston-Carrère), tous deux situés à Casseneuil

## Sources
- « Gaston Carrère », dans le Dictionnaire des parlementaires français (1889-1940), sous la direction de Jean Jolly, PUF, 1960 [détail de l’édition]